# ジャクソン郡 (オレゴン州)
ジャクソン郡（英: Jackson County）は、アメリカ合衆国オレゴン州の南西部に位置する郡である。人口は22万3259人（2020年）。郡名は第7代アメリカ合衆国大統領のアンドリュー・ジャクソンに因んで名付けられた。郡内には11の法人化都市と34の未編入町があり、最大の都市は1927年以来郡庁所在地でもあるメドフォードである。

## 歴史
現在ジャクソン郡となっている所にはモドック族、シャスタ族、タケルマ族、ラトガワ族およびアムクワ族の各インディアンが住んでいた。1850年代初期、北のクリキタット族と南のデシュート族がこの地域を襲い、住み着いた。
1852年1月12日にオレゴン準州議会がレーン郡の南西部とダグラス郡とアムクワ郡南部の未編入領域を合わせてジャクソン郡を創設した。現在はクーズ郡、カリー郡、ジョセフィーン郡、クラマス郡およびレイク郡に入っている土地も含んでいた。1852年にジャクソンビルに近いイリノイ川とローグ川の渓谷で金が発見され、ジャクソン郡と南のカリフォルニア州および北のダグラス郡を繋ぐ荷車道が完成し、白人が大量に入ってきた。
鉱山師とインディアンの間の紛争が1853年の戦争に繋がり、これが間歇的に続いて、1856年5月29日にイリノイ川沿いビッグベンドでアメリカの正規軍と市民兵の連合がジョンとジョージ各酋長の率いる最後の部隊を破った時に終わった。インディアンはこの紛争を通じて戦うほどに悪い方向に進み、降伏を始めると、1856年1月に1つの集団がセイラムの西にあるグランドロンド・インディアン居留地へ追い込まれたのを初めとして、既存のインディアン居留地に次々と追いやられた。その後の数ヶ月間で、他の集団も1857年5月までにそれまでの土地を立ち去ることを強いられ、シャスタ族、タケルマ族、ラトガワ族のほとんど全てがシレッツ居留地に移住させられ、現在もそこに留まっている。
ジャクソンビルが1853年に最初の郡庁所在地に指定された。しかし、ジャクソンビルは地域の金鉱から上がる利益が減少したことや、オレゴン・カリフォルニア鉄道が1880年代に建設されたことで衰退していった。この鉄道はジャクソンビルを通らず、その5マイル (8 km) 東にあるメドフォードを通った。メドフォードは鉄道が通ったことと、それに伴って商業や土地開発が進んだことで繁栄していった。ジャクソンビルは郡庁所在地を移すという提案をうまくかわしていたが、最終的には1927年にメドフォードが新しい郡庁所在地に選ばれた。
2004年3月、ジャクソン郡はオレゴン州の他の35郡に先んじて、森林と都市部の境目にある土地の家屋には任意であるが耐火建築とする計画を採用した。このことで家の所有者はその家屋構造の周りに30分以上の耐火性能がある材料を用いることが要求され、12,000戸に影響した。2007年には、家産が火事に巻き込まれた場合、その賠償の危険性を考えて義務化されるようになった。
2007年5月15日、住民投票により、資金不足で4月6日から閉鎖されていた15か所の公共図書館を再開しないことを決めた。これは住民が図書館の運営資金を負担しないことに決めた2回目の住民投票だった。アメリカ合衆国でも最大の図書館閉鎖となった。これら図書館は2007年10月24日に開館時間を短縮して再開された。

## 地理
アメリカ合衆国国勢調査局に拠れば、郡域全面積は2,802平方マイル (7,257.1 km2)であり、このうち陸地は2.785平方マイル (7,213.1 km2)、水域は17平方マイル (44.0 km2)で水域率は0.59%である。アムクワ国立の森の部分が郡内に入っている。
郡内にはログ川の支流であるベア・クリークとその流域がすべて入っている。メドフォード、アッシュランド、フェニックス、タレントおよびセントラルポイントの人口集中部がこの水流沿いにある。溶岩で形成されたアッパーとローワーのテーブルロック近くでログ川に合流している。

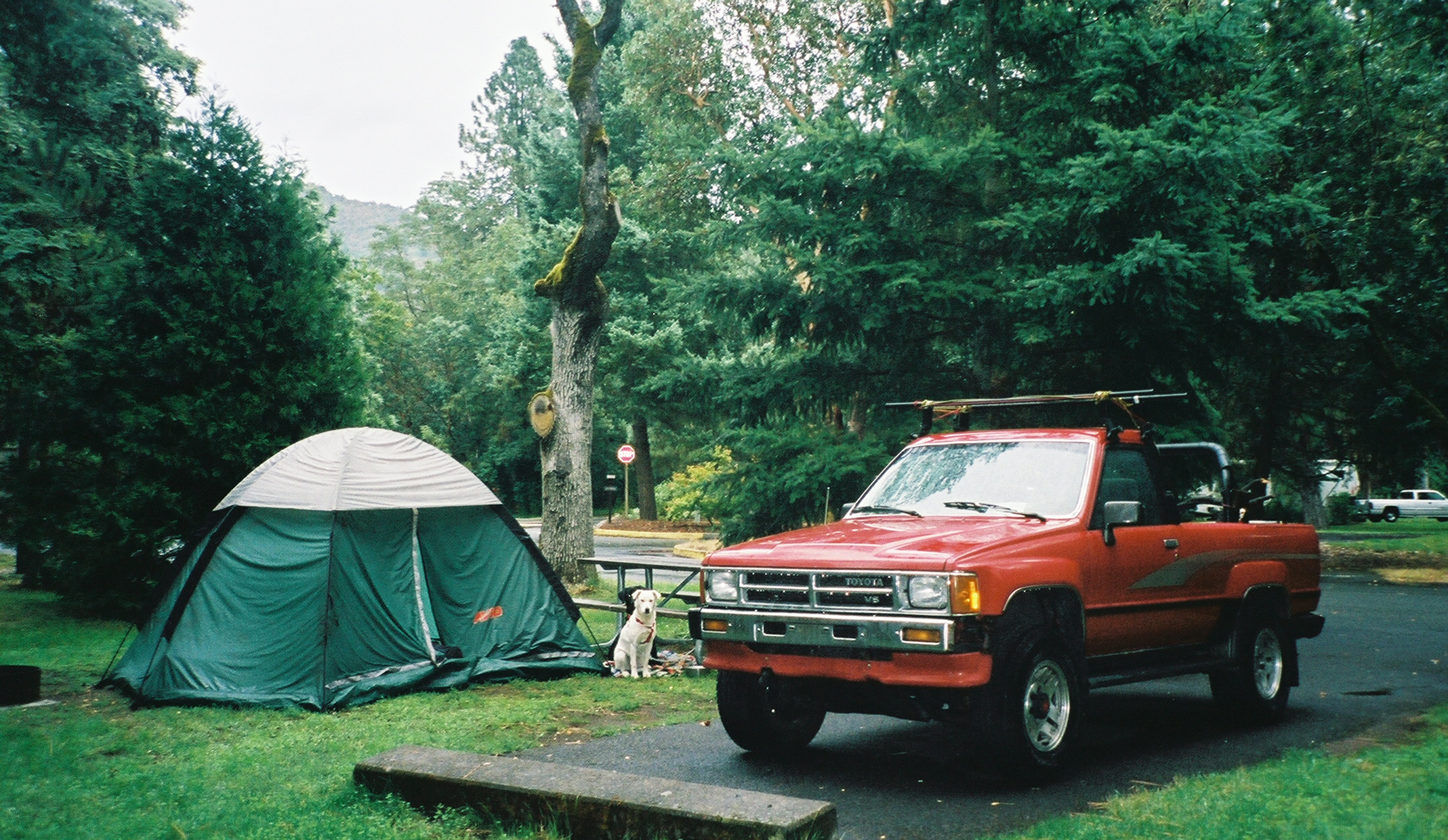
バレー・オブ・ログ州立公園のキャンプ場、州間高速道路5号線に近いログ川の堤にある

### 隣接する郡
- ジョセフィーン郡 - 西
- クラマス郡 - 東
- ダグラス郡 - 北
- シスキュー郡 (カリフォルニア州) - 南

### 国立保護地域
- カスケード・シスキュー国立保護区
- クレーターレイク国立公園（部分）
- クラマス国立の森（部分）
- ログ川シスキュー国立の森（部分）
- アムクワ国立の森（部分）

## 人口動態
以下は2000年国勢調査による人口統計データである。
| 基礎データ - 人口: 181,269人 - 世帯数: 71,532 世帯 - 家族数: 48,427 家族 - 人口密度: 25人/km2（65人/mi2） - 住居数: 75,737軒 - 住居密度: 10軒/km2（27/mi2） 人種別人口構成 - 白人: 91.65% - アフリカン・アメリカン: 0.40%% - ネイティブ・アメリカン: 1.09% - アジア人: 0.90% - 太平洋諸島系: 0.18% - その他の人種: 2.88% - 混血: 2.91% - ヒスパニック・ラテン系: 6.69% 先祖による構成 - ドイツ系：17.7% - イギリス系：12.9% - アイルランド系：10.2% - アメリカ人：8.8% 第一言語による構成 - 英語：92.7 - スペイン語：5.6% 年齢別人口構成 - 18歳未満: 24.4% - 18-24歳: 8.7% - 25-44歳: 25.5% - 45-64歳: 25.4% - 65歳以上: 16.0% - 年齢の中央値: 39歳 - 性比（女性100人あたり男性の人口） - 総人口: 94.6 - 18歳以上: 91.7 | 世帯と家族（対世帯数） - 18歳未満の子供がいる: 30.3% - 結婚・同居している夫婦: 53.2% - 未婚・離婚・死別女性が世帯主: 10.5% - 非家族世帯: 32.3% - 単身世帯: 25.1% - 65歳以上の老人1人暮らし: 11.0% - 平均構成人数 - 世帯: 2.48人 - 家族: 2.95人 収入と家計 - 収入の中央値 - 世帯: 36,461米ドル - 家族: 43,675米ドル - 性別 - 男性: 32,720米ドル - 女性: 23,690米ドル - 人口1人あたり収入: 19,498米ドル - 貧困線以下 - 対人口: 12.5% - 対家族数: 8.9% - 18歳未満: 16.3% - 65歳以上: 6.9% |

## 経済
郡内の主要産業は医療、農業、林業、製造業および観光である。
郡内には10,000エーカー (40 km2) を超える果樹園があり、ジョセフィーン郡に跨るログバレーとアップルゲートのワイン生産地がある。
彫刻に使われるせっけん石が郡内で産出されている。

## 見どころ

### ベアクリーク・グリーンウェイ
ベアクリーク・グリーンウェイはアッシュランドからセントラルポイントに流れるベアクリークの両岸の地域である。その中でも最も人気があるのは、アシュランドから北のメドフォードに向かう自転車道である。将来、全長は21マイル (34 km) となり、アッシュランドとセントラルポイントを繋ぐ舗装路でなる。暖かい春や夏には特に自転車やスケートを楽しむ人々に人気がある。

### オレゴン・ヴォーテックス
郡内のゴールドヒルには道端のアトラクションであるオレゴン・ヴォーテックスがある。これは重力の丘の例である。周辺地域に関わる超常現象と言われるものを展示しているが、光学的な錯視だと主張する者もいる。

## 都市と町
| - メドフォード（郡庁所在地） - アシュランド - ビュートフォールズ - セントラルポイント - イーグルポイント | - ゴールドヒル - ジャクソンビル - フェニックス - ログリバー - シャディコーブ - タレント |

### 未編入の町と統計調査指定地域
| - アップルゲート - ビーグル - ビターリック - ブラウンズボロ - バックボーンスプリングス - バンコム - バイビーコーナー | - カスケードゴージ - クライマックス - コレスティン - ダーダネルス - フッツクリーク - フォーコーナーズ - レイククリーク | - リンカーン - マッキーブリッジ - マクロード - マウンテンビュー - パインハースト - プロスペクト - プロボルト | - ロックポイント - ログエルク - セブンオークス - スターベーションハイツ - スティームボート - ラック - サムズバレー | - テーブルロック - トロ - トレイル - ユニオンクリーク - ホワイトシティ - ウィマー |

### 昔あった町
- カッパー
- スターリングビル